# Acido ossalacetico
L'acido ossalacetico  (o acido 2-chetobutandioico) è un acido dicarbossilico, intermedio del ciclo di Krebs.
In vivo l'ossalacetato (forma ionizzata dell'acido ossalacetico) deriva dall'ossidazione dell'L-malato, catalizzata dalla malato deidrogenasi. L'ossalacetato reagisce con l'acetil-CoA a formare acido citrico, con la citrato sintasi come enzima.
L'ossalacetato è anche punto di arrivo e di partenza per la demolizione e la sintesi degli amminoacidi acido aspartico e asparagina. Inoltre l'aspartato sintetizzato a partire da ossalacetato interviene nel ciclo dell'urea, perché serve ad immettere in questo ciclo uno ione ammonio legandosi alla citrullina formando arginin succinato
Se nel mitocondrio (dove avviene il ciclo di Krebs) c'è carenza di acetil coenzima A, l'ossalacetato può trasformarsi in piruvato che poi diverrà acetil coenzima A.
L'ossalacetato viene prodotto anche dalle foglie delle piante dalla condensazione dell'anidride carbonica con fosfoenolpiruvato, catalizzata dall'fosfoenolpiruvato carbossilasi.
Le forme enoliche dell'acido ossalacetico sono particolarmente stabili, a tal punto che i due isomeri hanno differenti temperature di fusione (152 °C la forma cis, 184 °C la forma trans).
La conversione tra forma enolica e forma chetonica è catalizzata dall'enzima fumarasi.
L'acido ossalacetico è instabile in soluzione, decomponendosi (dopo poche ore a temperatura ambiente, dopo pochi giorni a 0 °C) in acido piruvico per decarbossilazione.